# Fondazione Li Ka Shing
La fondazione "Li Ka Shing" (cinese tradizionale: 李嘉誠基金會; cinese semplificato: 李嘉诚基金会; inglese: Li Ka Shing Foundation) è un'organizzazione di beneficenza con sede a Hong Kong ed in Canada.
Fu fondata nel 1980 dall'imprenditore di Hong Kong Li Ka Shing, ed è attiva in progetti relativi ad educazione e sanità, con contributi destinati soprattutto alla Cina. Secondo la Forbes, la fondazione ha in totale donato oltre 1,4 miliardi di dollari di Hong Kong dalla sua fondazione al 2010, con un patrimonio totale oltre i 7 miliardi di dollari di Hong Kong, pari a circa 990 milioni di dollari statunitensi.